# Neuvy-en-Dunois
Neuvy-en-Dunois és un municipi francès, situat al departament de l'Eure i Loir i a la regió de Centre – Vall del Loira. L'any 2007 tenia 316 habitants.

## Demografia

### Població
El 2007 la població de fet de Neuvy-en-Dunois era de 316 persones. Hi havia 124 famílies, de les quals 28 eren unipersonals (16 homes vivint sols i 12 dones vivint soles), 48 parelles sense fills i 48 parelles amb fills.
La població ha evolucionat segons el següent gràfic:
Habitants censats

### Habitatges
El 2007 hi havia 174 habitatges, 126 eren l'habitatge principal de la família, 39 eren segones residències i 8 estaven desocupats. Tots els 171 habitatges eren cases. Dels 126 habitatges principals, 116 estaven ocupats pels seus propietaris, 5 estaven llogats i ocupats pels llogaters i 5 estaven cedits a títol gratuït; 2 tenien una cambra, 8 en tenien dues, 21 en tenien tres, 31 en tenien quatre i 64 en tenien cinc o més. 118 habitatges disposaven pel capbaix d'una plaça de pàrquing. A 56 habitatges hi havia un automòbil i a 58 n'hi havia dos o més.

### Piràmide de població
La piràmide de població per edats i sexe el 2009 era:
| Homes | Edats   | Dones |
| ----- | ------- | ----- |
| 0     | 95 o +  | 0     |
| 0     | 90 a 94 | 0     |
| 4     | 85 a 89 | 0     |
| 0     | 80 a 84 | 4     |
| 4     | 75 a 79 | 16    |
| 12    | 70 a 74 | 8     |
| 16    | 65 a 69 | 16    |
| 8     | 60 a 64 | 16    |
| 16    | 55 a 59 | 8     |
| 4     | 50 a 54 | 4     |
| 4     | 45 a 49 | 4     |
| 12    | 40 a 44 | 12    |
| 8     | 35 a 39 | 8     |
| 0     | 30 a 34 | 16    |
| 16    | 25 a 29 | 0     |
| 0     | 20 a 24 | 4     |
| 4     | 15 a 19 | 0     |
| 0     | 10 a 14 | 16    |
| 12    | 5 a 9   | 4     |
| 12    | 0 a 4   | 20    |

## Economia
El 2007 la població en edat de treballar era de 169 persones, 126 eren actives i 43 eren inactives. De les 126 persones actives 116 estaven ocupades (58 homes i 58 dones) i 10 estaven aturades (4 homes i 6 dones). De les 43 persones inactives 16 estaven jubilades, 17 estaven estudiant i 10 estaven classificades com a «altres inactius».

### Ingressos
El 2009 a Neuvy-en-Dunois hi havia 138 unitats fiscals que integraven 357 persones, la mediana anual d'ingressos fiscals per persona era de 20.199 €.

### Activitats econòmiques
Dels 9  establiments que hi havia el 2007, 2 eren d'empreses extractives, 1 d'una empresa de comerç i reparació d'automòbils i 6 d'empreses de serveis.
L'any 2000 a Neuvy-en-Dunois hi havia 28 explotacions agrícoles que ocupaven un total de 2.750 hectàrees.

## Poblacions més properes
El següent diagrama mostra les poblacions més properes.